# Círculo de Bourem
Bourem es una subdivisión administrativa (cercle o círculo) de la región de Gao, en Malí. En abril de 2009 tenía una población censada de 116 360 habitantes y estaba formada por las siguientes comunas o municipios, que se muestran igualmente con población de abril de 2009:
- Bamba 28,616
- Bourem 27,488
- Taboye 20,641
- Tarkint 19,099
- Téméra 20,516[1]